# Leucanella viettei
Leucanella viettei är en fjärilsart som beskrevs av Lemaire 1966. Leucanella viettei ingår i släktet Leucanella och familjen påfågelsspinnare. Inga underarter finns listade i Catalogue of Life.